# Tintin en Amérique
Tintin en Amérique (initialement Les aventures de Tintin, reporter du « Petit Vingtième », en Amérique) est le troisième album de la série de bande dessinée Les Aventures de Tintin, créée et dessinée par Hergé.
D'abord pré-publié en noir et blanc du 3 septembre 1931 au 20 octobre 1932 dans les pages du Petit Vingtième, supplément du journal Le Vingtième Siècle, l'album est publié pour la première fois en 1932. La version couleur et actuelle de l'album est parue en juillet 1946. C'est l'album des Aventures de Tintin le plus vendu dans le monde.

## L'histoire

### Synopsis

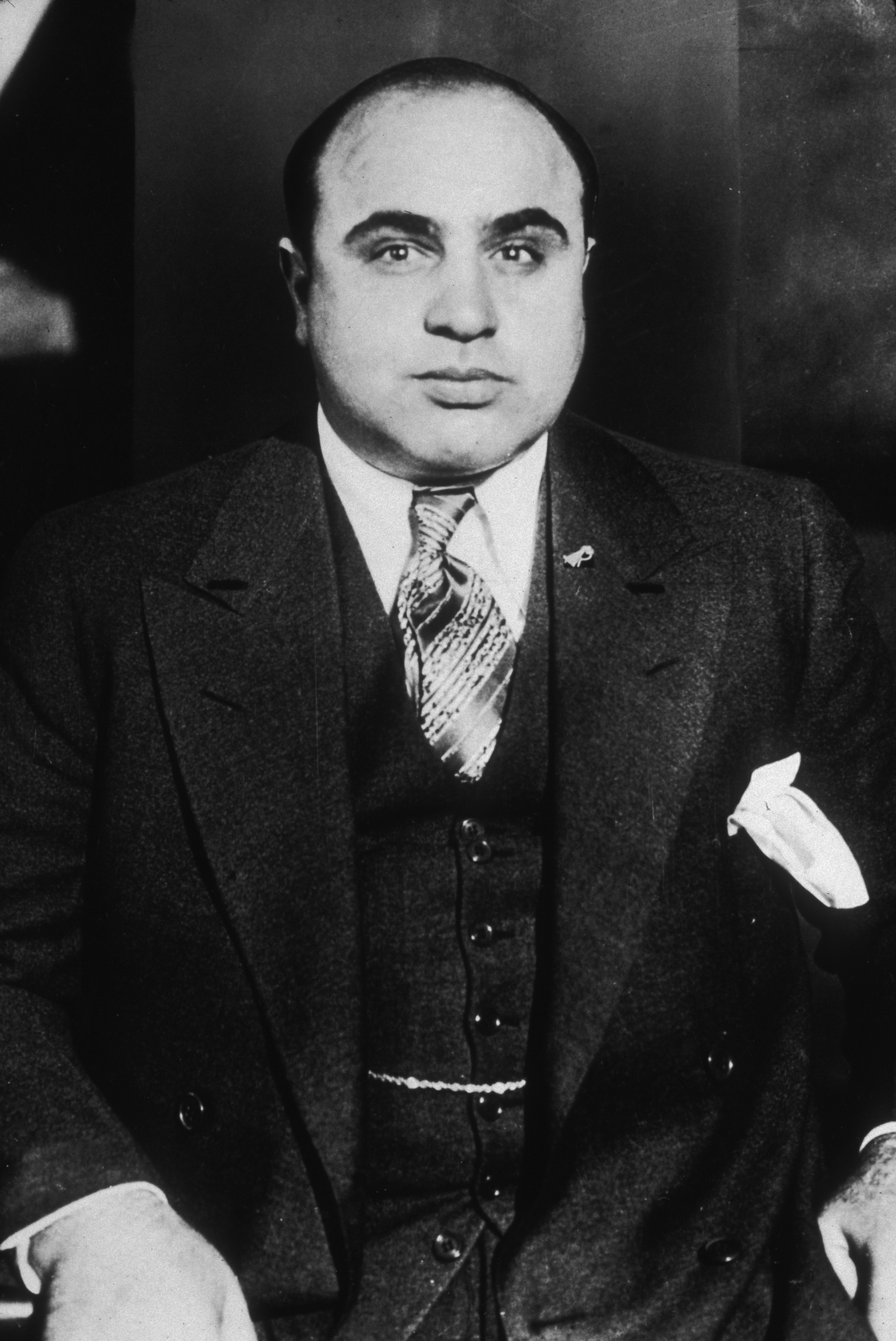
Al Capone

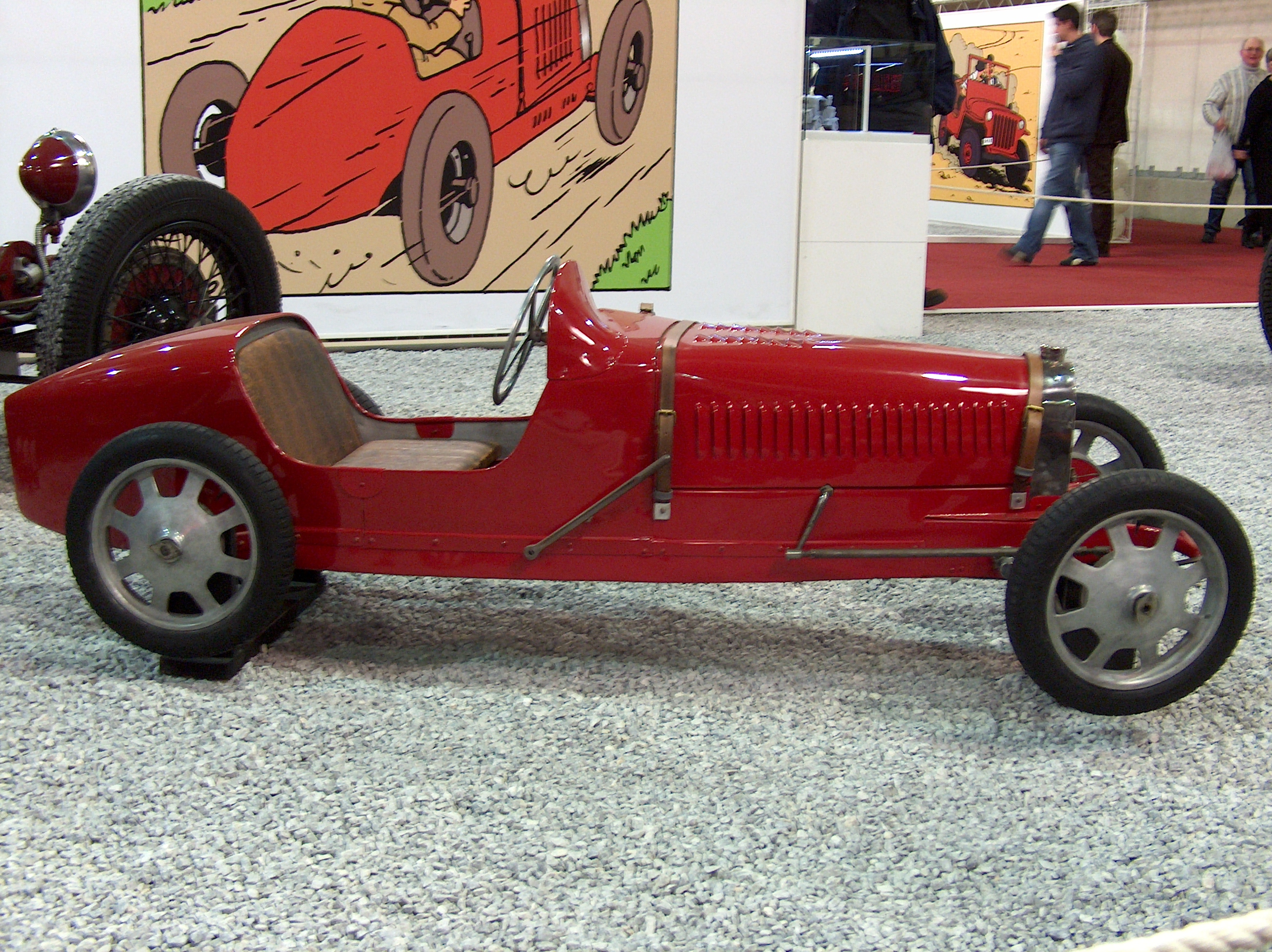
Une Bugatti Type 37 similaire à celle avec laquelle s'enfuit Smiles.

La trame de l’histoire se déroule aux États-Unis à Chicago, pendant la Prohibition, où le reporter Tintin et son chien Milou luttent contre les gangsters de la ville.
Après avoir démantelé un trafic de diamants organisé par Al Capone dans l'album Tintin au Congo, Tintin arrive à Chicago. Son arrivée est attendue de pied ferme par les gangsters, qui l'enlèvent dès sa descente du train. Il s'évade néanmoins puis perd la piste des bandits dans un accident de voiture. À sa sortie d'hôpital, Al Capone le kidnappe à son tour mais Milou intervient et Tintin peut capturer toute la troupe. Malgré cet exploit, la police ne le croit pas et Al Capone s'échappe. Un chef rival, Bobby Smiles, décide alors de recruter Tintin pour qu'il élimine Al Capone. Devant son refus, Smiles tente de le tuer à deux reprises, sans succès, et est ensuite forcé de s'enfuir après l'arrestation de sa bande.
Tintin décide de poursuivre le criminel, ce qui l'amène chez les Amérindiens que Bobby Smiles monte contre lui. Capturé, Tintin se joue d'eux et s'échappe, mais se retrouve coincé dans une grotte. Il s'en sort en faisant exploser le rocher qui le retient prisonnier, découvrant du même coup un gisement de pétrole dans la Réserve. La spéculation foncière des colons qui en résulte immédiatement et l'intervention de l'armée qui en découle font référence à la déportation des Amérindiens. On voit une ville entière se construire sur les terres pétrolifères indiennes, en une nuit seulement. Reprenant sa route, Tintin est confondu avec un voleur et évite de peu la pendaison. Il retrouve fortuitement Bobby Smiles qui le laisse pour mort, mais c'est bien Tintin qui l'arrête enfin dans une cabane en montagne.
De retour à Chicago, Tintin affronte un gangster spécialisé dans les enlèvements qui réussit à capturer Milou. Le reporter arrête sa bande, puis échappe miraculeusement à une tentative d'assassinat dans une usine de conserves Swift. Tous les bandits de la ville s'unissent pour mettre Tintin hors d'état de nuire, ce qui n'empêche pas celui-ci de les arrêter. Son voyage aux États-Unis se clôt par un défilé triomphal.

### Personnages
- Tintin
- Milou, un fox-terrier à poil dur, est le chien de Tintin. Il est doué de la parole, même si son maître est le seul à pouvoir le comprendre. Ses traits humains sont d'ailleurs exagérés : dans l'album, il sirote notamment le verre de Tintin avec une paille[22].
- Al Capone : apparaît aux pages 5 et 7. C’est le chef des bandits de Chicago. Le seul personnage réel qui apparaît dans Les Aventures de Tintin.
- Piétro : apparaît à la page 12. Il travaille pour Al Capone.
- Bobby Smiles : apparaît à la page 12. Gangster qui veut se débarrasser d’Al Capone et de Tintin.
- D’autres gangsters non nommés.
- Puissant Sachem, la Taupe-au-regard-perçant : apparaît à la page 19. C’est le chef des Peaux-Rouges.
- les Amérindiens.
- Mike Mac Adam : apparaît à la page 45. Détective privé.
- Tom Hawake : apparaît à la page 53. Responsable des usines Slift.
- Maxi : apparaît à la page 50. Chef de gangsters.
- Hippolyte Bolivar : apparaît à la page 60. Il est champion d’haltérophilie (en bois).

## Création de l'œuvre

### Contexte d'écriture

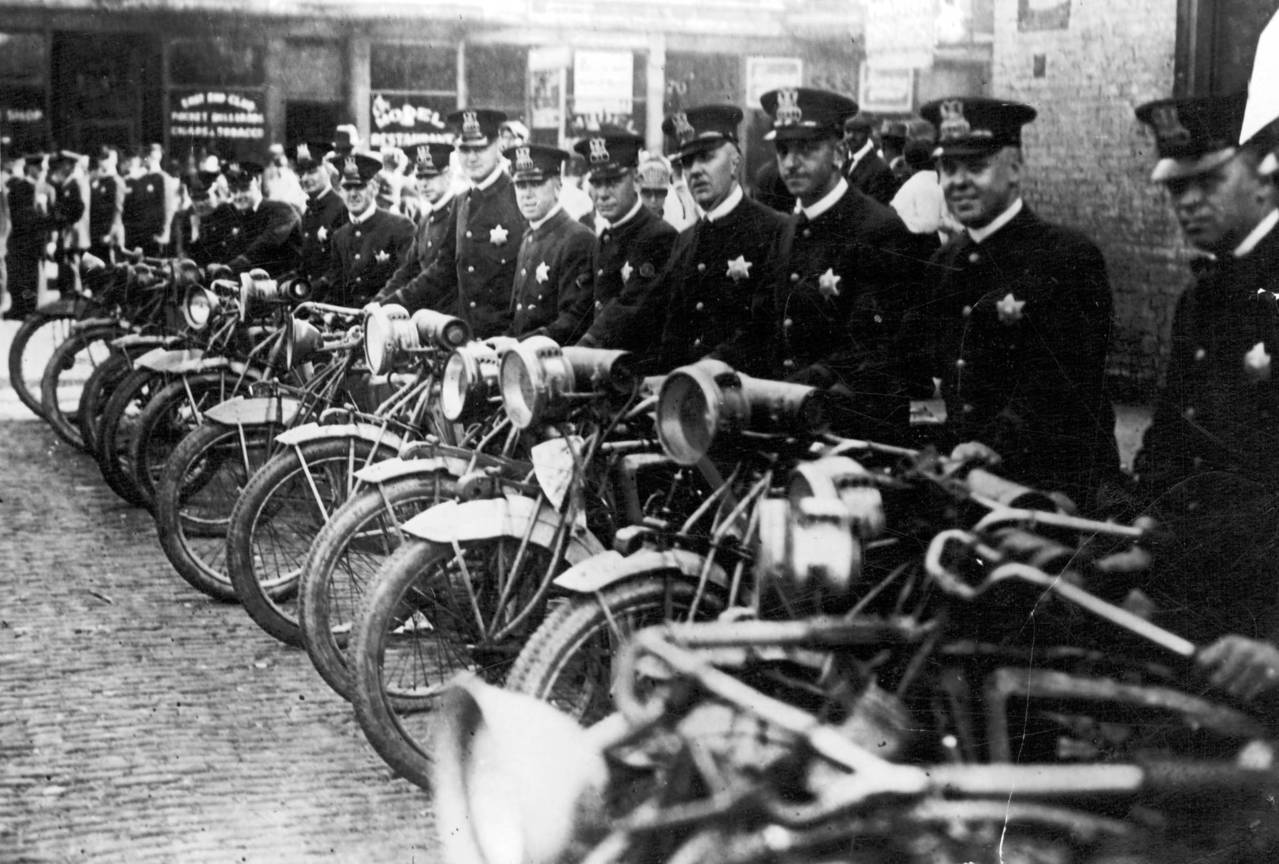
Policiers de Chicago vers 1920

Depuis 1925, Georges Remi — qui signe son travail sous le pseudonyme Hergé — est employé au Vingtième Siècle, un journal bruxellois résolument catholique et conservateur. À cette époque, le quotidien est proche de l'idéologie fasciste incarnée en Italie par Benito Mussolini, que le rédacteur en chef, l'abbé Norbert Wallez, tient en haute estime,. Le Vingtième Siècle se définit d'ailleurs comme un « journal catholique de doctrine et d'information ».
Depuis la fin de l'année 1928, Hergé dirige son supplément pour la jeunesse, Le Petit Vingtième. Tout en poursuivant ses travaux publicitaires, il s'investit corps et âme dans ce supplément : il en sélectionne les articles et assure leur mise en page, mais il illustre également les titres de rubriques et divers récits. Surtout, il y développe Les Aventures de Tintin, avec les récits Tintin au pays des Soviets, de janvier 1929 à mai 1930, et Tintin au Congo, de juin 1930 à juin 1931, qui rencontrent un large succès. À partir de janvier 1930, il y publie également la série humoristique Quick et Flupke,. Il rencontre également en mai 1931 Alain Saint-Ogan, l'un de ses modèles déclarés, et reçoit ses encouragements à persévérer dans le métier de la bande dessinée.
Afin de réduire la charge de travail qui s'accumule, il est accompagné par Eugène Van Nyverseel et Paul Jamin, deux assistants embauchés par son rédacteur en chef Norbert Wallez respectivement en 1930 et 1931. Il travaille également avec Germaine Kieckens, la secrétaire de Wallez, dont il est amoureux. En 1930, pendant la publication de Tintin au Congo, il multiplie les approches, en vain, car elle préfèrerait un mari plus âgé. Devant sa persévérance et vu le soutien de l'abbé pour leur union, Germaine se décide en mai 1931 à l'épouser. Leurs fiançailles se déroulent le 21 février 1932 avant leur mariage le 20 juillet 1932. Pendant et après cette période, Hergé couche souvent Germaine et leur vie quotidienne sur le papier, au crayon ou au pinceau. Ces croquis montrent l'émergence du futur style de dessin de l'auteur, la célèbre « ligne claire ». Auparavant, Hergé avait mis en scène un héros belge en Amérique avec Les Aventures de Totor, C. P. des Hannetons, publié en 1926 dans Le Boy-scout belge et dans laquelle Totor rencontre des Amérindiens, qui fascinent l'auteur. Hergé voulait envoyer Tintin en Amérique dès la fin de l'excursion en Russie mais l'abbé Wallez lui imposa la destination africaine pour faire l'apologie de la colonisation belge ; en outre, le rédacteur en chef ne voyait pas d'un bon œil les États-Unis réputés protestants et où la société serait infectée par l'argent facile d’un soi-disant capitalisme « judéo-américain ».

### Sources et documentation

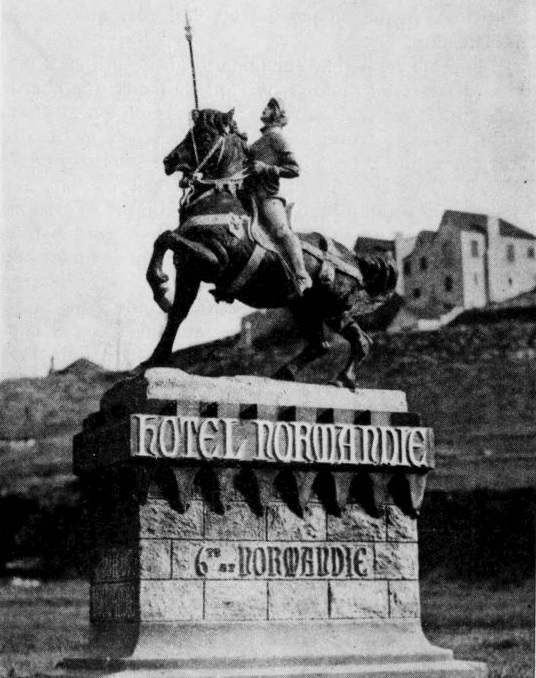
Photographie de statue publicitaire publiée dans Le Crapouillot d'octobre 1930.

Pour ce nouveau récit, Hergé rassemble une documentation plus large que pour les deux précédentes aventures et s'appuie principalement sur un article de Claude Blanchard dans le numéro d'octobre 1930 du Crapouillot, intitulé « L'Amérique et les Américains », qui lui fournit divers éléments comme le gigantisme des gratte-ciel, le grand banditisme à Chicago ou l'automatisation des usines,. Dans son article, Blanchard décrit la ville de Chicago comme « la capitale du crime où l'assassinat est accepté, dégusté comme un ragoût, servi tous les matins par les journaux ». Plusieurs éléments précis sont repris par Hergé, comme l'idée de la fusillade d'un immeuble à l'autre, ou la description du gangster Bugs Moran qui lui inspire le personnage de Bobby Smiles. Il y puise en outre des informations sur le mode de vie, les mœurs et la culture des Indiens, mais cette partie de l'histoire repose également sur le livre Mœurs et histoire des Indiens Peaux-Rouges de René Thévenin et Paul Coze, paru en 1928.
L'usine Swift a réellement existé, possédant un immense abattoir à Chicago et fournissant de la viande à d'autres grandes villes, bien que l'auteur ait pris quelques libertés — notamment avec le procédé de recyclage des carcasses d'automobile pour fabriquer les boîtes de conserves, qui étaient elles aussi réutilisées pour fabriquer des voitures (ce qui est exagéré). Pour représenter cette usine, Hergé se base sur des photos des usines Ford publiées par ce même journal. Une page du Crapouillot, consacrée à des statues publicitaires californiennes, mais insérée au milieu du reportage sur les abattoirs de Chicago, l'inspire également : la statue équestre des conserves « Le Chevalier », dans la ville fictive de Silvermount, ressemble ainsi à une statue équestre de Jeanne d'Arc érigée pour promouvoir l'Hotel Normandie (en) de Los Angeles.
L'ouvrage de Georges Duhamel publié en 1930 Scènes de la vie future l'influence aussi beaucoup, tant la critique des États-Unis y est rude : Duhamel est horrifié par la société de consommation, dénuée pour lui d'âme et d'attraits, où l'argent, le gain de temps, la production de masse et la publicité paraissent devenus les fondements de la nation américaine. La narration dans cette troisième aventure de Tintin s'en ressentira.
L'architecture joue un rôle important dans les décors. En particulier les gratte-ciel, qui se sont fortement développés dans cette ville depuis sa reconstruction, faisant suite au grand incendie de 1871, devenant ainsi pionnière de ce nouveau style d'immeubles. Pour les représenter, Hergé s'est en particulier inspiré de ceux figurant sur les photos du Crapouillot dans différentes villes américaines — San Francisco, par exemple, pour représenter la façade de l'hôtel que longe Tintin pour passer d'une fenêtre à l'autre,. Il transpose notamment un chapitre d'une vingtaine de pages, intitulé « Le Royaume de la Mort », dans lequel l'auteur décrit la rapidité d'exécution des bêtes conduites aux abattoirs.
L'auteur s'est aussi documenté sur la criminalité américaine pour représenter les bandits et leurs méfaits. Ainsi, la scène du rapt de Milou est probablement inspirée de l'affaire du bébé Lindbergh,. L'enlèvement du fils du célèbre aviateur Charles Lindbergh, qui a lieu en 1932, la même année que l'écriture de cette aventure, fait pendant des mois les titres des actualités américaine et européenne, avant l'arrestation puis l'exécution d'un suspect, Bruno Hauptmann. Il inspire aussi Agatha Christie pour l'intrigue de son roman Le Crime de l'Orient-Express, en 1934. Quant à Bobby Smiles, du Gangster's Syndicate of Chicago, il a peut-être pour modèle Bugs Moran, membre du Gang de North Side (North Side Gang). Lui aussi fut un important rival d'Al Capone, qui tenta de le faire tuer lors du massacre de la Saint-Valentin, en 1929. L'essayiste Jean-Marie Apostolidès note également l'influence du film Les Nuits de Chicago de Josef von Sternberg, sorti en 1927, l'un des premiers à ériger la figure du gangster en héros.
Bien que la Prohibition ne soit jamais évoquée, celle-ci transparaît à plusieurs reprises dans l'histoire. D'abord lorsque les autorités utilisent une fausse cargaison secrète d'alcool pour appâter la bande de Bobby Smiles, prétendument attendue par une bande rivale. Plus explicitement, le Volstead Act, texte législatif renforçant l'interdiction, est cité sur le panneau... devant lequel s'écroule le shérif ivre,.
La locomotive qu'emprunte Tintin à la poursuite de Bobby Smiles est une Pacific 231.
À la fin de l'aventure, après que Tintin a permis l'arrestation de 355 gangsters, une ticker-tape parade est offerte en son honneur dans les rues de New York. Pour son dessin, Hergé semble s'être appuyé sur des photographies parues dans le magazine Vu de l'accueil des aviateurs français Dieudonné Costes et Maurice Bellonte dans la même ville le 4 septembre 1930, après leur succès dans la première traversée de l'Atlantique d'est en ouest.

### Autres versions de l’album

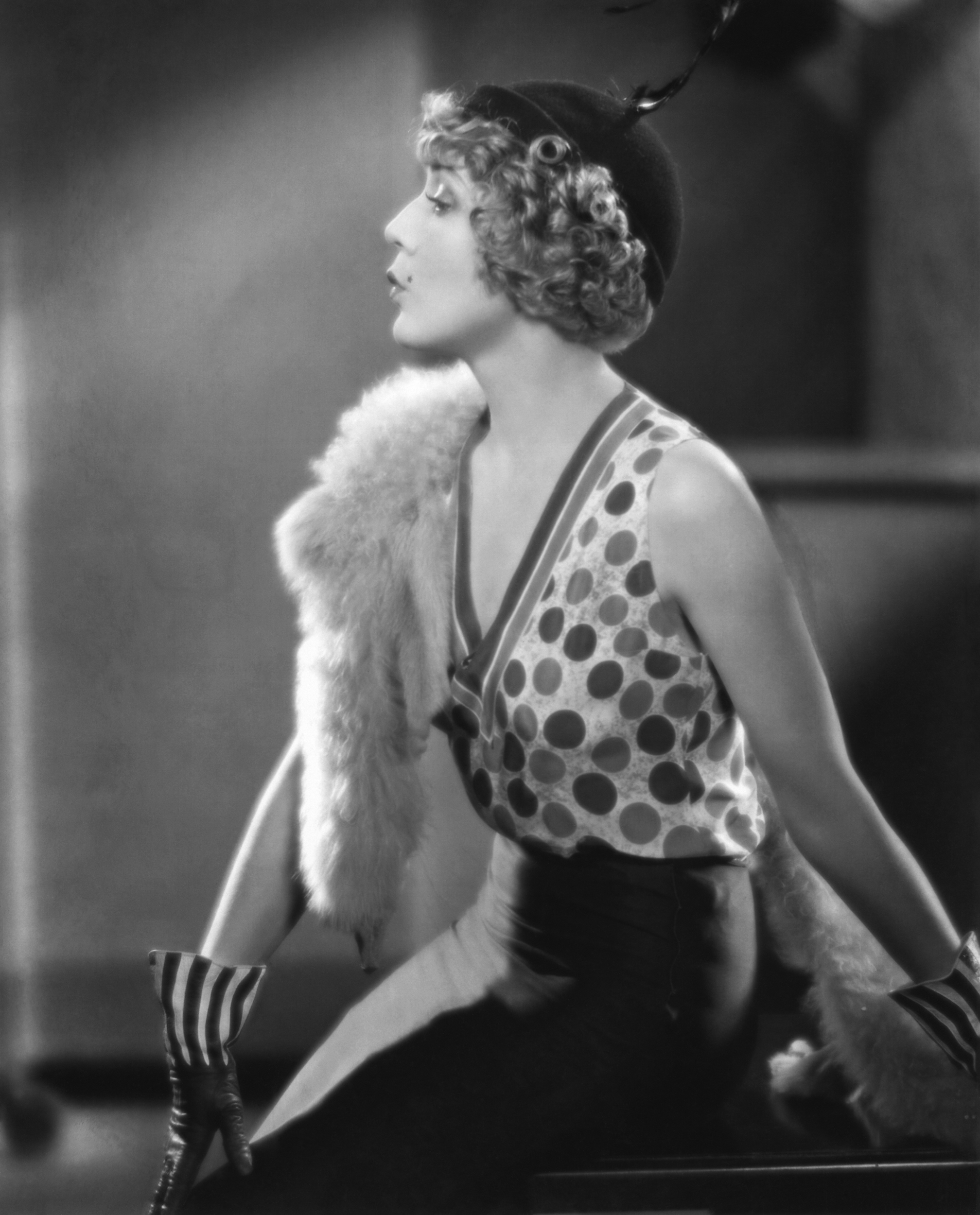
L'actrice Mary Pickford en 1931.

La mise en couleurs démarre en 1945. L'album est alors remanié de manière importante. Parue en 1946, la nouvelle version bénéficie de beaucoup d’améliorations, aussi bien dans la narration que dans les images, qui rendent la lecture plus fluide et plus compréhensible. Lors de la publication de l'album aux États-Unis (vers 1973), les éditeurs contraignent Hergé à supprimer toute mixité raciale. C'est cette version qui est actuellement disponible sur le marché.
Il faut noter également l'apparition de l'actrice Mary Pickford (caricaturée et dénommée « Mary Pickfort », uniquement dans la version en noir et blanc), au côté de Rastapopoulos lors du dîner de gala.

## Analyse

### Une critique du capitalisme sauvage
Tintin en Amérique peut être vu comme une critique acerbe du capitalisme, dans la mesure où Hergé présente ce système comme sauvage et néfaste, comme l'était déjà le communisme dans Tintin au pays des Soviets. Par ailleurs, selon l'essayiste Jean-Marie Apostolidès, Hergé ne semble faire aucune différence entre les gangsters et les chefs de l'industrie : « ils utilisent des méthodes équivalentes qui visent à instaurer une culture du simulacre ». De même que les bandits dissimulent leurs pratiques illicites sous une légalité apparente, les industriels cherchent à obtenir par la violence, qu'elle soit légale ou illégale, ce qu'ils ne peuvent avoir par l'argent. Hergé s'inscrit donc dans le même courant de pensée que Georges Duhamel, qui déclare dans Scènes de la vie future qu'aux États-Unis tout est faux, il dessine tour à tour un faux chevalier faisant de la publicité, un faux château, des usines préparant de la nourriture frelatée et un spectacle forain reposant sur le mensonge. Comme dans Tintin au Congo, Hergé entend ainsi dénoncer la « domination américaine brutale et motivée par la seule recherche du profit », de même qu'il dénonce l'exploitation des Indiens par des affairistes sans scrupules, par opposition à « l'idéal belge d'une colonisation sérieuse et généreuse » que veut mettre en avant le journal qui l'emploie.

### Un«antiaméricanisme primaire»(Rémi Brague)
Le philosophe Rémi Brague affirme que Tintin en Amérique témoigne d'un « antiaméricanisme primaire, viscéral et rabique ». L'ensemble de la société américaine est décrite comme un monde corrompu, sans foi ni loi. Les gangsters ont pignon sur rue : l'un d'entre eux, le revolver encore fumant, est salué par un policier chicagolais privé de toute autorité, tandis que l'entrée d'une distillerie clandestine, « Aux gangsters réunis », porte la mention « By appointment to presidence of U.S.A. ». L'ouvrier d'une banque de l'Ouest qui vient d'être pillée déclare aux policiers : « Ce matin, lorsque je suis arrivé à la banque, comme d'habitude, j'ai trouvé le patron dans cet état, et le coffre-fort ouvert… J'ai donné l'alarme. On a immédiatement pendu sept nègres, mais le coupable s'est enfui… ». Les ouvriers de l'usine de conserves Slift se mettent en grève car, expliquent-ils, « La direction a baissé les prix auxquels on nous rachetait les chiens, les chats et les rats qui servaient à fabriquer le pâté de lièvre. »
Benoît Peeters tempère ce point de vue, dans la mesure où Hergé, qui éprouve une certaine fascination pour les États-Unis, s'écarte de la vision purement anti-américaine de son directeur Norbert Wallez comme de la droite catholique européenne des années 1930. D'une certaine manière, le dessin d'Hergé « exalte » la folie américaine qu'il prétend dénoncer, et de ce point de vue, Tintin en Amérique apparaît moins caricatural sur le plan idéologique que Tintin au Congo. Surtout, le dessinateur prend la défense des tribus amérindiennes et entend dénoncer les spoliations dont ils sont victimes. Pour Rémi Brague, les dessins d'Hergé sont sur ce point d'une très grande éloquence : « Une case comme celle où une famille indienne est chassée de sa réserve par les baïonnettes des soldats est plus frappante que cent manifestes de propagande nativiste. Et la poupée qu'y traîne un papoose en pleurs vaut bien le nounours de la célèbre scène de l'hôpital où meurent les enfants victimes de la pénicilline frelatée, dans Le Troisième Homme de Carol Reed ». Peu avant le départ du héros pour l'Amérique, dans le numéro du 20 août 1931 du Petit Vingtième, Tintin fait part à Milou de son point de vue sur la ségrégation raciale, dans une vision nettement progressiste : « Les Noirs des États-Unis sont des descendants d'anciens esclaves. Alors, les Blancs se croient très supérieurs. Ce qui est faux, parce que l'esclave est toujours de loin plus estimable que son maître absolu ».

### Tintin, un héros médiatique
Dès la première aventure de la série, Tintin au pays des Soviets, Hergé inscrit son héros à la fois dans la réalité et dans la fiction. Le départ du reporter de Bruxelles est annoncé par Le Petit Vingtième et certains membres de la rédaction du Vingtième Siècle sont dessinés à ses côtés sur le quai de la gare, à l'image du rédacteur en chef Aldred Zwaenepoel. 
Dès sa naissance, Tintin est un héros médiatique, « incarnation d'un courage fédérateur, de l'aventure, de la jeunesse, etc », même si le journal auquel il est associé n'a qu'un tirage très modeste pour l’époque.
Quelques mois plus tard, à la fin du récit, son retour en Belgique se double dans la réalité d'une véritable mise en scène à la gare du Nord de Bruxelles, organisé par le journal Le Vingtième Siècle à grand renfort de publicité. Le triomphe du héros et son retour sont reproduits dans les aventures suivantes. Dans Tintin en Amérique, la ticker-tape parade organisée en son honneur dans les rues de New York en fait, sur le mode de la fiction, l'égal des plus grandes célébrités de l'époque, et en premier lieu les aviateurs comme Charles Lindbergh qui incarnent à cette époque les héros d'une certaine mythologie, avec une dimension médiatique,.

### Thèmes abordés
Le thème du complot et des sociétés secrètes est largement présent dans cet album, comme dans la plupart des aventures de la série. Pour autant, si la représentation stéréotypée d'une modernité violente des villes américaines, dominées par les gangsters, est largement répandue en Europe dans les publications de la Seconde Guerre mondiale aux années 1950, elle est encore marginale au début des années 1930, selon l'historien Philippe Roger. Hergé apparaît donc comme un précurseur et son album contribue à répandre cette image. Ainsi dans Tintin en Amérique les gangsters règnent en maîtres sur Chicago, où les enlèvements et les meurtres se multiplient. Malgré la rivalité de leurs clans, ils sont capables de s'unir au sein d'une société de secours mutuelle qui cherche à éliminer Tintin. La violence, l'impunité et la corruption font loi, tandis que la police est incapable d'endiguer cette criminalité croissante. Hergé s'en amuse, montrant notamment des policiers saluant respectueusement un bandit.

### Style
La scène de la visite des abattoirs est en partie inspirée d'un chapitre Scènes de la vie future, de Georges Duhamel, mais tandis que l'écrivain y consacre une vingtaine de pages, Hergé réduit la séquence à seulement deux images. Dans la première, un bœuf pénètre dans l'usine pour en ressortir dans l'image suivante sous forme de boîtes de corned-beef. Pour Michel Thiébaut, historien de la bande dessinée, il s'agit d'une « ellipse graphique qui donne énormément de force à la séquence ». Tintin échappe de peu à un sort similaire.

## Autour de l’album

### Couverture
La couverture à l'encre de Chine et gouachée de Tintin en Amérique, qu’Hergé avait réalisée en 1932, a été adjugée à 780 000 euros (frais compris) par la maison de vente Artcurial le 29 mars 2008. Cette vente constitue un record mondial pour une œuvre originale de bande dessinée. Le 2 juin 2012, la couverture atteint un nouveau record à plus d'1,3 million d'euros.

### Amérindiens
En 2015, des résidents de Winnipeg (Canada) demandent à une librairie Chapter's de retirer Tintin en Amérique de ses rayons, estimant son contenu discriminatoire envers les Amérindiens. La libraire visée par la demande décide de retirer temporairement le livre, puis de le remettre en vente. En 2019, cet album est brûlé pour les mêmes raisons, avec 5 000 autres ouvrages, par le Conseil scolaire catholique Providence en Ontario.
Benoît Peeters, biographe d'Hergé, juge que l'accusation est « grotesque » et fait « fi de toute recontextualisation historique » ; il rappelle également que l'album montre « Tintin prendre le parti des Indiens contre des yankees à la recherche de pétrole ». Patrick Gaumer, spécialiste de la bande dessinée, met lui aussi en avant cette scène qui « montre bien qu’Hergé ne fait preuve d’aucun racisme à l’encontre des Indiens d’Amérique » et vise au contraire à dénoncer le capitalisme ; dans l'ensemble, il considère que l'œuvre est même « hautement moins raciste que d’autres publications populaires de l’époque », bien qu'elle soit « un brin caricaturale ».
De plus, Hergé était passionné par les Amérindiens depuis sa jeunesse chez les Scouts, comme en témoignent certains éléments d'une fresque qu'il réalisa sur les murs de l'Institut Saint-Boniface Parnasse au début des années 1920. Au point qu'il aurait préféré leur consacrer une place plus importante dans l'histoire. Mais à l'époque, les gangsters étaient jugés plus vendeurs. Aussi, il ne céda pas lorsque son éditeur insista pour qu'il atténue l'aspect critique du passage, lorsqu'il s'est agi de publier cet album aux États-Unis. Il projeta même en 1957 de réaliser un album se déroulant chez les Sioux, mais ne put le faire faute de temps.
Faute de pouvoir faire rencontrer de nouveau Tintin avec les autochtones d'Amérique du Nord, Hergé lui-même aura plusieurs occasions de le faire. D'abord indirectement, en sympathisant en 1948 avec Lakota Ishnala, moine trappiste aussi connu sous le nom de père Gall, de l'Abbaye de Scourmont (Belgique). Bien que n'ayant jamais été en Amérique, celui-ci est passionné par ces populations, au point de vivre comme les Sioux, d'apprendre leur langue pour correspondre avec eux. Et même, de se faire adopter par les White Butte Band (Dakota du Nord), du clan des Oglalas. C'est une lettre de recommandation de sa part qui permit au bédéiste en 1971, lorsqu'il se rendit aux États-Unis avec sa nouvelle épouse Fanny pour des raisons médicales, de découvrir la réserve de Pine Ridge (Dakota du Sud). Ils partagèrent le quotidien des Oglalas, assistant à un pow-wow et rencontrèrent Edgar Red Cloud, descendant du chef Red Cloud. Toutefois, comme le mentionne un article dans Géo de Valérie Kubiak en 2017, Hergé fut grandement déçu : rêvant d'un peuple libre et fier, il ne trouva que pauvreté, déchéance et alcoolisme.

### Inspiration
Le film a inspiré par une de ses séquences un passage célèbre du film "La Ruée vers l'Ouest (film, 1960)", du type western, réalisé par Anthony Mann et Charles Walters, sorti en 1960. Il s’agit de la séquence qui voit le pétrole jaillir vers le ciel après sa découverte, enrichissant immédiatement les tribus amérindiennes qui ont une réserve sur ces terres, et créant une ville champignon, qui prospère sans tarder sur fait qu’on découvre du pétrole dans toute la région et que les derricks fleurissent partout.

## Adaptations

### Version animée
Cet album fut adapté dans la série animée de 1992. La durée de l’épisode est la moitié de celle des autres, tout comme L'Étoile mystérieuse et Le Trésor de Rackham le Rouge, et l’histoire est très raccourcie ; les Autochtones par exemple n’apparaissant pas, pas plus que la découverte du gisement de pétrole sur leurs terres, ce qui les conduit à être chassés par les hommes blancs pour colonisation. De plus dans le dessin animé, les gangsters sont plus organisés car ils travaillent tous pour Al Capone. À partir de l’enlèvement de Milou, dont la condition de sa libération a été simplifiée (passant de la rançon de 50 000 $ à une garantie de quitter le pays), l’histoire est différente, puisque Tintin va aller arrêter Al Capone.

### Version expérimentale
Ouvrage expérimental de Jochen Gerner, TNT en Amérique propose une relecture inédite de l'album. Chacune des pages de cet ouvrage est recouverte d'encre noire, à l'exception de quelques mots et surfaces de couleur qui font office de dessins.